# لوئیزه اولریخ
لوئیزه اولریخ (انگلیسی: Luise Ullrich; ۳۱ اکتبر ۱۹۱۰ – ۲۱ ژانویهٔ ۱۹۸۵) هنرپیشه اهل اتریش بود.
از فیلم‌ها یا برنامه‌های تلویزیونی که وی در آن نقش داشته‌است می‌توان به زن امروز و نورا اشاره کرد.